# Craig Fraser
Pour les articles homonymes, voir Fraser.
Craig Graham Fraser (né le 4 mai 1951 à Sarnia) est un historien des sciences canadien.

## Formation et carrière
Fraser obtient un bachelor de l'université Carleton, une maîtrise de l'université de la Colombie-Britannique et un doctorat sous la direction de Kenneth O. May à l'université de Toronto. Il est professeur d'histoire des sciences à l'Université de Toronto, où il est directeur de l'Institut d'histoire et de philosophie des sciences et de la technologie. 

## Travaux
Il traite principalement de l’histoire de l’analyse (en particulier le calcul des variations, les fondements de l’analyse) et de la mécanique analytique (également la mécanique hamiltonienne ou la théorie d'Hamilton-Jacobi, XIXe siècle) avec un focus sur la phase de leur formation au XVIIIe siècle, par exemple Joseph-Louis Lagrange (mécanique analytique), Leonhard Euler, Jean Le Rond d'Alembert (et histoire du principe de D'Alembert), Charles Gustave Jacob Jacobi, Adolph Mayer (de), Karl Weierstrass. Il traite également du développement de la cosmologie au XXe siècle et la relation avec l'astronomie d'observation. 
Il a été rédacteur en chef de Historia Mathematica de 2000 à 2006 et y est rédacteur associé. Il est président de la Commission internationale d'histoire des mathématiques (2010-2017) et membre de l'Académie internationale d'histoire des sciences. Il participe également au New Dictionary of Scientific Biography (dont Augustin Louis Cauchy). Dans l'Encyclopedia Britannica de 1990, il a écrit la section sur l'histoire des mathématiques aux XVIIe et XVIIIe siècles. 

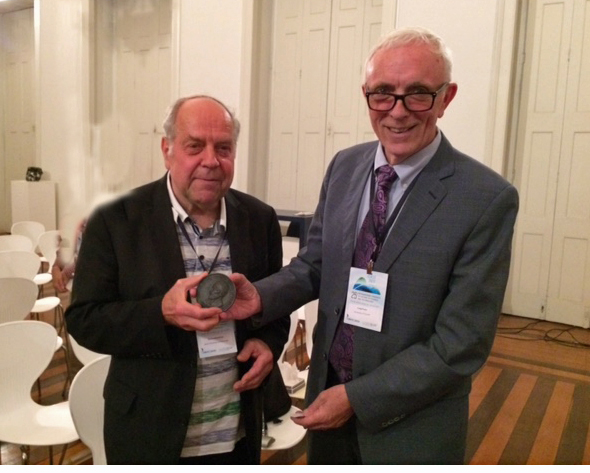
Craig Fraser (à droite) présentant la médaille Kenneth O. May à Eberhard Knobloch (à gauche) lors du 25ème Congrès International d'Histoire des Sciences et des Technologies à Rio de Janeiro en 2017.

## Personnel
Frazer est marié à Alison Jean Brannen depuis 1986 et le couple a une fille, Amanda Elizabeth. 

## Publications
- The Cosmos: a historical perspective, Greenwood Publishers 2006
- avec Sandro Capparini: Mechanics in the Eighteenth Century, chapitre 9 dans: Jed Z. Buchwald, Robert Fox (éd. ), Oxford Companion to the History of Physics. Oxford University Press, 2013
- History of Mathematics in the Eighteenth Century, dans Roy Porter (éd. ), The Cambridge History of Science, Volume 4: Eighteen-Century Science, Cambridge University Press, 2003, p. 305-327
- The Calculus of Variations: A Historical Survey, dans : Hans Niels Jahnke (éd.), A History of Analysis, American Mathematical Society, 2003, p. 355-384. (auparavant en allemand dans : Jahnke, Geschichte der Analysis, Spektrum Akademischer Verlag 1999).
- Calculus and Analytical Mechanics in the Age of Enlightenment . Ashgate, Aldershot 1997
- Thomas Archibald, Craig Fraser, Ivor Grattan-Guinness (eds.), The History of Differential Equations 1670 - 1950, MFO Report 51/2004.

### Articles (sélection)
- avec Michiyo Nakane: The Early History of Hamilton-Jacobi Theory, Centaurus, 44, 2003, pp. 161-227.
- The origins of Euler’s variational calculus, Archive for History of Exact Sciences, 47, 1994, pp. 103-141.
- Isoperimetric Problems in the Variational Calculus of Euler and Lagrange, Historia Mathematica, 19, 1992, pp. 4-23.
- Mathematical Technique and Physical Conception in Euler’s Investigation of the Elastica, Centaurus, 34, 1991, pp. 24-60.
- The Calculus as Algebraic Analysis: Some Observations on Mathematical Analysis in the 18th Century, Archive for History of Exact Sciences, 39, 1989, pp. 317-335.
- Joseph Louis Lagrange’s Algebraic Vision of the Calculus, Historia Mathematica, 14, 1987, pp. 38-53.
- JL Lagrange's Changing Approach to the Foundations of the Calculus of Variations, Archive for History of Exact Sciences, 32, 1985, pp. 151-191.
- D'Alembert’s Principle: The Original Formulation and Application in Jean D'Alembert's "Traité de Dynamique" (1743), partie 1,2, Centaurus, 28, 1985, pp. 31-61 & 145-159.
- J. L. Lagrange’s Early Contributions to the Principles and Methods of Mechanics, Archive for History of Exact Sciences, 28, 1983, pp. 197-241.
- Craig Fraser, « Mathematisations: Augustin-Louis Cauchy et l'Ecole Francaise. Amy Dahan Dalmedico », Isis, vol. 86, no 3,‎ septembre 1995, p. 501-502 (DOI 10.1086/357285).